# Couplage inertiel
Le couplage inertiel est un phénomène survenant lors de vols à haute vitesse lorsque l'inertie due au poids du fuselage prend le pas sur les forces stabilisatrices engendrées par la voilure et l'empennage de l'appareil. Ce phénomène peut déclencher une perte de contrôle et a été à l'origine de crashs lors des premiers vols supersoniques (crash du Bell X-2 serial 46-674 ayant couté la vie au capitaine Milburn G. Apt le 27 septembre 1956). Ce problème apparait avec la mise en service des premiers monoréacteurs à ailes trapues à cause de la différence entre la faible inertie en roulis (dû à une voilure mince et de faible envergure donc légère) et la grande inertie en lacet et tangage engendrée par un fuselage long, mince et dense. 

## Description du phénomène
Le couplage inertiel survient lorsqu'un avion est brutalement mis en virage déclenchant en réaction de violents mouvements de tangage et de lacet, l'appareil se met donc à osciller simultanément sur ses trois axes de rotation ce qui provoque une perte de contrôle.
Le phénomène en lui-même n'a rien d'aérodynamique mais est causé par la conservation générale du moment angulaire s'appliquant aux masses dont la répartition n'est pas uniformément symétrique tout au long de l'axe de rotation. Pour visualiser le phénomène il faut s'imaginer une longue perche à chaque bout de laquelle est fixée une perchette plus courte, les deux perchettes pointant dans des directions opposées (par exemple si la perche est mise à l'horizontale, l'une des perchette pointe vers le haut et l'autre vers le bas). À l'extrémité de chaque perchette on fixe un poids de même valeur. Les poids et longueurs étant identiques, le centre de gravité et l'axe de rotation du système est le même pour la perche seule que pour le système complet. Si on fait entrer en rotation le système, les forces centrifuges engendrées par les deux poids tendent à faire pivoter le système sur un axe de rotation perpendiculaire à l'axe initial.
Bien que les masses d'un avion de chasse soient à peu près équitablement réparties autour de son axe de roulis et que l'aérodynamique de l'appareil soit le plus souvent conçue pour le rendre stable, il est important de se rappeler qu'un avion est en permanence soumis à de légers mouvements en lacet et en tangage. Le couplage inertiel se manifeste le plus souvent par une brutale mise en piqué ; les forces centrifuges engendrées par le mouvement en roulis ayant tendance à tirer l'empennage de l'appareil vers le haut et le nez vers le bas. Le mouvement en tangage ainsi obtenu pouvant à son tour déclencher un mouvement en lacet par effet gyroscopique.

## Historique

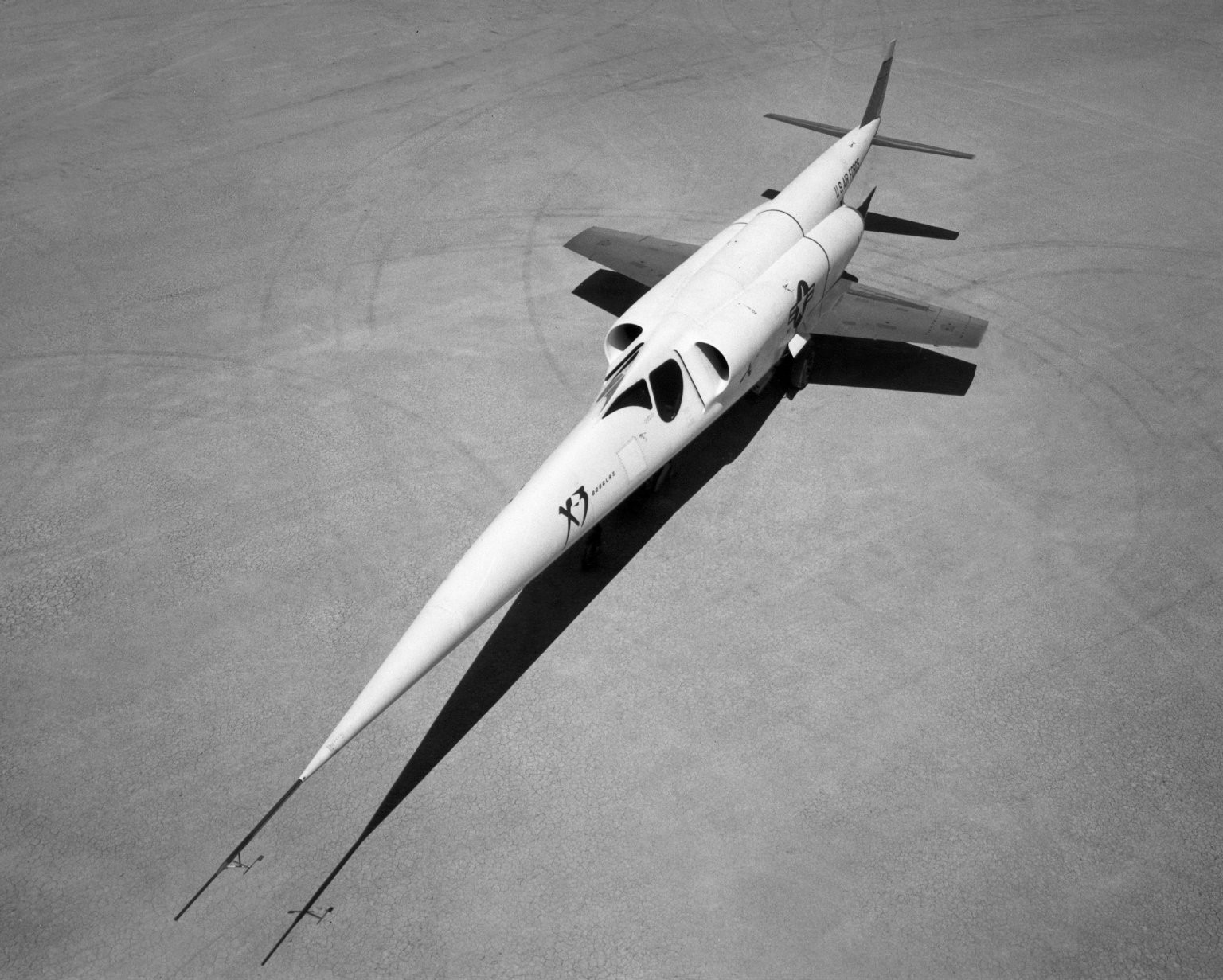
Les formes particulières du Douglas X-3 Stiletto le rendaient particulièrement sensible couplage inertiel.

Le couplage inertiel était un phénomène quasiment inconnu avant l'apparition des premiers avions capable d'atteindre des vitesses élevées. Les appareils des générations précédentes avaient le plus souvent une envergure supérieure à leur longueur et les masses étaient généralement réparties au plus près du centre de gravité, tout particulièrement concernant les avions à hélice, mais aussi sur les premiers avions à réaction. Ce ne fut que lorsque les formes des appareils durent s'adapter au vol supersonique (fuselage allongé et ailes raccourcies pour réduire la trainée) et que les réacteurs remplacèrent les moteurs à piston (entraînant le déplacement vers l'arrière d'une grande partie de la masse) que le phénomène devint fréquent.
Le phénomène de couplage inertiel coûta la vie au pilote d'essai Mel Apt à la suite de la perte de contrôle de son Bell X-2 et faillit la coûter à Chuck Yeager lors d'un vol sur X-1A. Le couplage inertiel était très fréquent sur le X-3 Stiletto et l'appareil expérimental fut donc utilisé pour étudier le phénomène. Les deux premiers appareils de série à être régulièrement soumis au couplage inertiel, le F-100 Super Sabre et le F-102 Delta Dagger, furent modifiés et virent la surface de leurs voilures et empennages augmentée. Pour éviter les pertes de contrôle lors d'évolutions brutales, la surface de l'empennage du F-102A fut augmentée de 40 % par rapport aux premiers modèles. Le F-101 Voodoo fut quant à lui doté sur le modèle A d'un dispositif permettant d'augmenter la stabilité afin d'éviter la survenue du phénomène.